# Catasetum rolfeanum
Catasetum rolfeanum är en orkidéart som beskrevs av Rudolf Mansfeld. Catasetum rolfeanum ingår i släktet Catasetum och familjen orkidéer. Inga underarter finns listade i Catalogue of Life.